# Петреску, Константин Титель
Константин Титель Петреску (рум. Constantin Titel Petrescu; 5 февраля 1888, Крайова — 2 сентября 1957, Бухарест) — румынский политик, юрист, редактор. Доктор права.

## Биография

Родился в семье служащего Национального банка Румынии.
В 1906—1910 годах изучал философию и право в Бухарестском университете. Стажировался на курсах уголовного права в университете Сорбонна в Париже, вернувшись в Бухарест, в 1911 году вступил в коллегию адвокатов Илфова.
С юности был активным участником профессионального движения, членом Социал-демократической партии Румынии (СДПР). Участвовал в протестах против Бухарестского мирного договора (1918), был арестован правительством Александру Маргиломана, но вскоре освобождён по амнистии.
В 1923 году Петреску с единомышленниками создал Лигу за права человека, которая протестовала против мер, принятых Национальным либеральным кабинетом премьера Ионела Брэтиану в борьбе с левыми оппозиционными силами. Редактировал газету «Свобода»
В 1927—1938 годах занимал пост секретаря СДРП, которая в феврале 1938 года, как и другие партии, была запрещена после установления королевского правления Кароля II.
После установления коммунистического режима Петреску был арестован 6 мая 1948 года. Отбывал тюремное заключение в тюрьмах Жилава, Сигета и Рымнику-Сэрата, где подвергался пыткам и голоданию, освобождён через 7 лет в декабре 1955 года.
Остаток жизни провёл в больнице, страдая от цинги и туберкулёза в результате жестокого обращения, которому он подвергся в тюрьме.
Похоронен на кладбище Беллу в Бухаресте.

## Память
- Его именем названы улицы в Бухаресте[1] и Тимишоара.

## Избранные труды
- Petrescu, Titel C-tin.: Socialismul în România (1835—1940), București, 1940 (рум.)